# ズドン
ズドン（1980年1月5日 - ）は、日本のお笑いタレント（ピン芸人）、舞台俳優。本名、須藤 祐（すどう ゆう）。
千葉県松戸市出身、松戸育ち。ホリプロコム所属を経てフリーランス。所属劇団は劇団バルスキッチン。

## 来歴・人物
- 身長158cm、体重60kg、血液型A型。
- サッカーが特技であり、1993年から1996年にかけて千葉県の代表選手に選ばれていた。小学校6年生で100mを12秒1で走り、松戸市新記録を出し、いまだその記録は破られていない。
- 小学校4年生時には、すでに現在の身長であった。
- 1998年に冨田鉄平とのお笑いコンビ「チョーダイ」を結成し、ホリプロ所属。チョーダイは2002年に解散。同年6月に元ポプラ並木の及川裕也と「魚でF」を結成。魚でFは2007年4月に解散。以後はピン芸人として活動。なお、コンビ時代はいずれもボケ担当だった。
- 2009年、R-1ぐらんぷりにおいて準決勝進出。
- 芸能人女子フットサルチーム「XANADU loves NHC」ではコーチを務めている。また、芸能人女子フットサルの大会「メルシートゥフェスタ」では、開会式・閉会式などの司会進行も務めていた。
- 2010年4月にホリプロコムを退社（オフィシャルブログでも発表済み）。その後もXANADU loves NHCのコーチとしての指導には引き続き携わっている。
- 本人から「大島麻衣バーター芸人」と言われるほど番組・イベントなどでの共演が多かった。
- 2017年4月に旧知の劇作家・演出家の前野祥希からの誘いにより十数年ぶりの舞台公演に出演して以降、演劇活動を開始。そののちに前野が立ち上げた劇団バルスキッチンに、旗揚げ公演から客演として参加をしていたが、2018年12月に劇団員として加入する。

## 芸風
主なネタは、サッカーの審判員に扮して、色々な物事に対してホイッスルを鳴らし、イエローカードやレッドカードを挙げるなどしてツッコミを入れるというネタである。サッカーの試合同様に「前半」「ハーフタイム」「後半」という構成で、ハーフタイムでは歌ネタや一発ネタ、物真似（サッカー選手のマニアックネタなど）などを披露している。
イベント等で登場し「拍手がないのでもう一回登場します」というネタがあるため、最初に出て来た際に客は拍手をしてはいけない。

## 出演

### テレビ
- 爆笑オンエアバトル（NHK総合）
- エンタの天使（日本テレビ） - 2007年11月21日（第1回）、キャッチコピーは「ルール無用のツッコミレフェリー」。
- キャラ☆キング（テレビ朝日制作、テレ朝チャンネル・独立UHF局各局他） - 磁石、ダブルブッキングと一緒に「コール交渉人」のコントで出演。
- お笑い図鑑 ハマヌキ（tvk）
- ミスヤンアニ大島麻衣〜大島バッティングセンター
- 大島バッティングセンター2
- 大島バッティングセンター3
- すイエんサー（NHK Eテレ） - 不定期出演

### 舞台

#### 劇団バルスキッチン
共催など含む。
2017年
- 旗揚げ公演『青春フルスロットル』（11月30日 - 12月3日、シアターブラッツ） - 夏岡修造 役

2018年
- 第2回公演『どぎまぎメモリアル』（4月4日 - 8日、シアターブラッツ） - 野原俊之 役
- 第3回公演『情熱リザレクション』（7月4日 - 8日、シアターブラッツ） - 前田浩之 役
- 第4回公演『青春フルスロットル』（9月5日 - 9日、コフレリオ 新宿シアター） - 王 役

2019年
- 第6回公演『歌舞伎町ビターナイト』（1月16日 - 20日、バルスタジオ） - 常磐線松戸 役
- 第7回公演『どぎまぎメモリアル』（3月27日 - 31日、バルスタジオ） - 野原俊之 役
- 第8回公演『迷宮ディテクティブ』（5月22日 - 26日、バルスタジオ） - 主演：須藤優作 役
- 第9回公演『青春フルスロットル』（8月28日 - 9月1日、バルスタジオ） - 夏岡修造 役
- 第10回公演『歌舞伎町シュガーナイト』（11月20日 - 24日、バルスタジオ） - 常磐線松戸 役

2020年
- 第11回公演『どぎまぎメモリアル』（3月4日 - 8日、バルスタジオ） - 斎藤康介 役

2021年
- 第12回公演『ぬいぐるみスピリット』（2020年5月20日 - 24日 2021年2月17日 - 21日、バルスタジオ） - バンブー 役
- 第14回公演『青春フルスロットル』（5月26日 - 30日、CBGKシブゲキ!!） - 夏岡修造 役
- 第15回公演『商店街グランドリオン』（2020年7月29日 - 8月2日 2021年7月21日 - 25日、シアターグリーン BIG TREE THEATER） - おじちゃん 役
- 第16回公演『歌舞伎町ビターナイト』（9月29日 - 10月3日、バルスタジオ） - 常磐線松戸 役
- 第17回公演『歌舞伎町シュガーナイト』（12月1日 - 5日、バルスタジオ） - 常磐線松戸 役

2022年
- 第18回公演『どぎまぎメモリアル』（3月16日 - 21日、バルスタジオ） - 野原俊之 役
- 第19回公演『どん底ボトムアウト』（1月12日 - 16日 5月4日 - 8日、バルスタジオ） - 田村由紀夫 役
- 第20回公演『親父のテイスティー』（7月13日 - 18日、バルスタジオ） - 徳増秀雄 役
- 第21回公演『ほぼほぼ心霊スポット』（9月14日 - 19日、バルスタジオ） - チン念 役
- 第22回公演『高飛車モンスター』（11月16日 - 20日、バルスタジオ） - 裸歩 役

2023年
- 第23回公演『産声フォーユー』（2月22日 - 26日、バルスタジオ） - 間宮俊男 役
- 第24回公演『どぎまぎメモリアル』〜どぎどぎピンクバージョン〜（3月21日 - 26日、バルスタジオ） - 野原俊之 役
- 第25回公演『どぎまぎメモリアル』〜まぎまぎブルーバージョン〜（4月5日 - 9日、バルスタジオ） - 野原俊之 役
- 『舞台「志立彩色女学院アイドル科」』（5月24日 - 28日、バルスタジオ） - 指導する代 役
- 第26回公演『夢ぼくろファンタジア』（6月21日 - 25日、バルスタジオ） - 前田浩之 役
- 第27回公演『鴨川ファイヤーワークス』（7月12日 - 17日、バルスタジオ） - 峰岸淳平 役
- 第28回公演『高飛車モンスター』（8月9日 - 13日、バルスタジオ） - 裸歩 役
- 『舞台「志立彩色女学院アイドル科」』（9月13日 - 18日、バルスタジオ） - 指導する代 役
- 第29回公演『歌舞伎町ビターナイト』（10月4日 - 9日、バルスタジオ） - 常磐線松戸 役
- 第30回公演『歌舞伎町シュガーナイト』（11月1日 - 5日、バルスタジオ） - 常磐線松戸 役

2024年
- 第31回公演『浅草プロローグ』（1月24日 - 28日、バルスタジオ） - 橋爪文太 役
- 『舞台「志立彩色学園アイドル科」』（2月7日 - 12日・21日 - 25日、バルスタジオ） - 宇佐美義信 役
- 第32回公演『どぎまぎメモリアル 〜どぎどぎピンクver.〜』（3月20日 - 24日、バルスタジオ） - 野原俊之 役
- 第33回公演『どぎまぎメモリアル 〜まぎまぎブルーver.〜』（3月27日 - 31日、バルスタジオ） - 野原俊之 役
- 第34回公演『強くてコンティニュー』（4月24日 - 28日、シアターグリーン BIG TREE THEATER） - 佐々木勇気 役
- 『舞台「志立彩色女学院アイドル科」』（6月26日 - 30日、バルスタジオ） - 指導する代 役
- 第35回公演『ほぼほぼ心霊スポット』（7月10日 - 15日、バルスタジオ） - チン念 役
- 第36回公演 第36回池袋演劇祭参加作品『商店街グランドリオン』（9月11日 - 16日、シアターグリーン BIG TREE THEATER） - おじちゃん 役
- 第37回公演『歌舞伎町ビターナイト』（10月23日 - 27日、バルスタジオ） - 常磐線松戸 役
- 第38回公演『歌舞伎町シュガーナイト』（11月20日 - 24日、バルスタジオ） - 常磐線松戸 役
- 第39回公演『歌舞伎町ホーリーナイト』（12月18日 - 22日、バルスタジオ） - 常磐線松戸 役

2025年
- 『舞台「志立彩色学園アイドル科」』（2月11日 - 16日、バルスタジオ） - 宇佐美義信 役
- 第40回公演『どぎまぎメモリアル』（4月23日 - 29日、バルスタジオ） - 野原俊之 役
- 第41回公演『夢ぼくろファンタジア』（6月4日 - 8日、バルスタジオ） - 前田浩之 役
- 第42回公演『七夕スターダスト』（7月9日 - 13日、シアターグリーン BIG TREE THEATER） - 千堂克己 役
- 第43回公演『商店街グランドリオン』（9月3日 - 7日〈予定〉、あうるすぽっと） - おじちゃん 役

#### 外部出演
- 第一回スクランブルプロデュース公演『どぎまぎメモリアル』（2017年4月25日 - 30日、池袋GEKIBA） - 野原俊之 役[48]
- 演遊祭 第一回劇場版演遊祭『あの日はライオンが咲いていた』（2018年11月7日 - 11日、ザムザ阿佐谷） - 江戸川 役[49]
- 『菅生ゼミ休講のお知らせ 3期』（2021年4月4日 - 5日、Theater新宿スターフィールド） - 日替わりゲスト[50]
- 『Beautiful Runner』（2021年4月21日 - 25日、CBGKシブゲキ!!） - 喜多川行路 役[51]
- 『夜行万葉録・未』第一話「バク」（2021年10月13日 - 17日、バルスタジオ）[52]
- ToyLateLie 仮設公演 Vol.2『こんなとこにも探偵』（2021年11月17日 - 21日、アトリエファンファーレ東新宿）[53]
- ToyLateLie 仮設公演 Vol.3『こんなとこにも探偵 the file 零』（2022年4月27日 - 5月1日、バルスタジオ）[54]
- 『ラフテイル・オブ・アラジン〜Aladdin and the Magic Lamp Story〜』（2023年11月22日 - 26日、こくみん共済 coop ホール／スペース・ゼロ） - カマル 役[55]
- キョクアジサシ 第1回公演『メルクーリオ』（2025年3月26日 - 30日、バルスタジオ） - 宇辰 役[56]
- 第23回 東出有貴プロデュース『LOST SWORD』（2025年4月3日 - 6日、すみだパークシアター倉） - オロチ 役[57]
- キョクアジサシ 第2回公演『ブラッドムーン・ドラッグ』（2025年9月19日 - 23日〈予定〉、バルスタジオ） - ガタロウ 役[58]